# Thomas Kretschmer (Bürgerrechtler)
Thomas Kretschmer (* 18. Dezember 1955 in Dornburg) ist ein deutscher Holzbildhauer, Bürgerrechtler und ehemaliger politischer Häftling in der DDR. Im Juli 1985 kam er nach internationalen Protesten unter anderem durch die Gefangenenhilfsorganisation amnesty international, die ihn zum „Häftling des Jahres“ erklärte, nach drei Jahren Haft frei.

## Leben
Kretschmer, Sohn einer Erzieherin und eines Biologen, wurde katholisch erzogen und verweigerte 1970 im Alter von 14 Jahren die staatliche Jugendweihe in der DDR. 1972 begann er eine Berufsausbildung mit Abitur in einer Gärtnerei in Meilitz bei Gera. Im selben Jahr trat Kretschmer aus der staatlichen Jugendorganisation in der DDR, der Freien Deutschen Jugend (FDJ), aus und erklärte, den Wehrdienst in der Nationalen Volksarmee (NVA) zu verweigern, obwohl es in der DDR kein Recht auf Kriegsdienstverweigerung gab. Noch 1972 verlor er seine Ausbildungsstätte und die damit verbundene Möglichkeit, das Abitur abzulegen, und begann eine weitere Ausbildung zum Krankenpfleger im Städtischen Krankenhaus Jena.
Im Juni 1973 unternahm Kretschmer einen Fluchtversuch über die tschechoslowakisch-österreichische Grenze. Er wurde verhaftet, an die DDR ausgeliefert und vom Kreisgericht Jena wegen „versuchtem ungesetzlichen Grenzübertritts“ zu 15 Monaten Jugendhaft verurteilt, die er in der Jugendstrafanstalt Ichtershausen absaß. Unter dem Druck der Haft gab er zunächst eine Verpflichtungserklärung zur Mitarbeit für das Ministerium für Staatssicherheit (MfS) ab, die er jedoch kurz darauf gegenüber seinem Führungsoffizier schriftlich widerrief. Nach seiner Haftentlassung 1974 versuchte das MfS erneut erfolglos, Kretschmer zur Mitarbeit zu bewegen.
Kretschmer engagierte sich seit 1974 in der offenen und evangelischen Jugendarbeit in Jena. Von 1974 bis 1976 arbeitete er als Krankenpfleger im Städtischen Krankenhaus Jena und in einem Behindertenheim in Bad Blankenburg. 1976 begann er ein Theologiestudium am Erfurter Predigerseminar. Seit 1976 lebte Kretschmer in einem Pfarrhaus in Apfelstädt bei Erfurt. 1980 wurde ihm die Fortsetzung des Studiums durch die thüringische Landeskirche verwehrt. Im November 1980 wurde er erneut zum Wehrdienst eingezogen und aufgrund seiner erneuten Verweigerung inhaftiert. Im Dezember 1980 wurde er auf Bewährung entlassen, da er sich verpflichtete, den Wehrdienst als Bausoldat abzuleisten.
Während seines Dienstes als Bausoldat solidarisierte Kretschmer sich mit der polnischen Gewerkschaft Solidarność. Zu Neujahr 1982 versandte er an Freunde ein selbstgefertigtes Batiktuch mit der sophistischen Aufschrift „Lernt polnisch!“, welches bei einer Postkontrolle gefunden wurde. Kretschmer wurde daraufhin im Januar 1982 erneut verhaftet und bis Juni 1982 in der zentralen Untersuchungshaftanstalt des MfS in der Berliner Magdalenenstraße festgehalten. Im August 1982 wurde er vom Militärobergericht Halle wegen der DDR-Straftatbestände „Beeinträchtigung staatlicher Tätigkeit“ (§ 214) und „öffentlicher Herabwürdigung“ (§ 245, 246) zu viereinhalb Jahren Haft verurteilt. Die Familie des im Militärgefängnis Schwedt inhaftierten Menschenrechtlers wurde von Amnesty International mit 100 britischen Pfund unterstützt. Später wurde bekannt, dass Kretschmers Rechtsanwalt in diesen Verfahren inoffizieller Mitarbeiter des MfS war und Berichte über seinen Mandanten lieferte.
Im Januar 1985 wurde Kretschmer in die MfS-Abschiebehaftanstalt Karl-Marx-Stadt verlegt und sollte in die Bundesrepublik Deutschland abgeschoben werden, was Kretschmer ablehnte. Aufgrund kirchlicher und internationaler Proteste, unter anderem durch die Gefangenenhilfsorganisation amnesty international, die ihn zum „Häftling des Jahres“ erklärte, wurde Kretschmer im Juli 1985 aus der Haft entlassen und arbeitete bis 1989 als kirchlicher Handwerker in Ebersdorf.
Während der Wende und der friedlichen Revolution in der DDR 1989 beteiligte sich Kretschmer an der Besetzung der MfS-Kreisdienststelle Bad Lobenstein und war Mitglied im thüringischen Bürgerkomitee zur Auflösung des MfS. Von 1990 bis 1994 war Kretschmer Mitglied im Kreistag Lobenstein für die „Kirchliche Wählergemeinschaft“. Kretschmer lebt als Holzbildhauer zurückgezogen in Tegau und arbeitete 2001 am Fachklinikum Stadtroda mit psychisch kranken Patienten. 2014 wurde sein ziviler Widerstand in einer Solidarność-Ausstellung des Bundesbeauftragten für die Stasi-Unterlagen (BStU) in der Heinrich-Böll-Stiftung geehrt.